# کالسکه (فیلم)
کالسکه یک فیلم فانتزی و کمدی به کارگردانی آرش معیریان و محصول سال ۱۳۹۲ است.

## خلاصه داستان
داستان زندگی زوج جوانی است که برای رفتن یا ماندن در ایران دچار مشکل هستند.

## بازیگران
| بازیگر         | نقش                        | توضیحات                              |
| -------------- | -------------------------- | ------------------------------------ |
| دانیال عبادی   | بهزاد                      | همسر سارا                            |
| سارا منجزی     | سارا                       | همسر بهزاد                           |
| مهران غفوریان  | شهرام                      | دایی و شریک بهزاد در پرورشگاه شترمرغ |
| بهنوش بختیاری  | ماهرخ مشرقی‌زاده/پریا صابری | دوست سارا                            |
| شهاب عباسی     | ظاهر                       | کارگر افغانی پرورشگاه شترمرغ         |
| حمید لولایی    | ابی                        | پدر علی و سارا                       |
| میرطاهر مظلومی | اسمال آقا                  | پدر دختر خواستگار دار (ناناز)        |
| فلور نظری      |                            | همسر اسمال آقا                       |
| محمدعلی وزیری  | علی                        | برادر سارا                           |
| محمدرضا وزیری  | مهیار پیروز                | پسرخاله و خواستگار ماهرخ/وکیل قلابی  |
| مهران رجبی     | آقای سربازی                | پدر دختر خواستگار دار (لیلا)         |
| پریسا رضایی    |                            | زن آقای سربازی                       |
| حامد جعفری     |                            |                                      |
| محمد رفیعی     |                            |                                      |
| مسعود کریم‌دیبا |                            |                                      |
| مهدی شکوهی     |                            |                                      |